# Tragopa globus
Tragopa globus är en insektsart som beskrevs av Ernst Friedrich Germar. Tragopa globus ingår i släktet Tragopa och familjen hornstritar. Inga underarter finns listade i Catalogue of Life.